# هنستین (دهانه)
هنستین یک دهانه برخوردی در ماه‌ است.

## دهانه‌های اقماری
این دهانه ۵ دهانه اقماری دارد.
| Hansteen | عرض جغرافیایی | طول جغرافیایی | قطر          |
| -------- | ------------- | ------------- | ------------ |
| A        | ۱۲.۷° S       | ۵۲.۲° W       | ۶.۰ کیلومتر  |
| K        | ۱۳.۹° S       | ۵۳.۲° W       | ۳.۰ کیلومتر  |
| B        | ۱۲.۷° S       | ۵۲.۴° W       | ۶.۰ کیلومتر  |
| E        | ۱۰.۵° S       | ۵۰.۵° W       | ۲۸.۰ کیلومتر |
| L        | ۱۳.۵° S       | ۵۲.۹° W       | ۳.۰ کیلومتر  |